# Dalton Gardens
Dalton Gardens – miasto w Stanach Zjednoczonych, w stanie Idaho, w hrabstwie Kootenai.